# Tramp
Tramp is een Franse stripreeks.

## Inhoud
De reeks speelt zich af in de jaren 50 van de twintigste eeuw en gaat over een zekere Yann Calec die kapitein is van de boot Belle Hélène. De eerste vier verhalen spelen zich aanvankelijk in Frankrijk af en gaan over Calec die verwikkeld raakt in een zwendel van zijn reder waarna hij in een gevangenis in Colombia belandt.
Het vijfde en het zesde album vormen een tweeluik en gaan over diamantsmokkel in Afrika. Daarna volgt er een drieluik dat zich in Zuid-Oost Azië afspeelt. Het tiende verhaal speelt zich terug af in Rouen. Het elfde verhaal speelt zich af in Oost-Afrika. Het tiende en het elfde verhaal zijn losse verhalen.

## Publicatiegeschiedenis
De eerste drie albums verschenen vanaf 1993 aanvankelijk in een collectie van uitgeverij Dargaud. Patrick Jusseaume tekende ze op scenario van Jean-Charles Kraehn. Vanaf het vierde album verschenen de stripalbums in een eigen reeks.
In 2011 had tekenaar Jusseaume last van zijn hand waarna scenarist Kraehn hem hielp het tiende album af te krijgen. In 2014 kreeg Jusseaume er opnieuw last van terwijl hij bezig was met het elfde album. Hierop tekende Kraehn de rest van het album. Het elfde album verscheen enkele jaren later in september 2017 en Jusseaume overleed enkele weken later in oktober 2017.
In september 2021 werd bekendgemaakt dat Roberto Zaghi de nieuwe tekenaar wordt. Kraehn blijft de scenarist. Hun eerste album is gepland te verschijnen in april 2022.

## Albums
| Nr. | Titel                      | Originele titel          | Uitgavejaar |
| --- | -------------------------- | ------------------------ | ----------- |
| 1   | De valstrik                | Le piège                 | 1993        |
| 2   | Het vermoorde schip        | Le bras de fer           | 1994        |
| 3   | Het fatale rendez-vous     | Le bateau assassiné      | 1996        |
| 4   | Voor Hélène                | Pour Hélène              | 1999        |
| 5   | Koers donker Afrika        | La route de Pointe-Noire | 2001        |
| 6   | Richting Kibangou          | La piste de Kibangou     | 2003        |
| 7   | Tussenstop in het verleden | Escale dans le passé     | 2005        |
| 8   | De vuile oorlog            | La sale guerre           | 2007        |
| 9   | De schat van Tonkin        | Le trésor du Tonkin      | 2009        |
| 10  | Het vervloekte vrachtschip | Le cargo maudit          | 2012        |
| 11  | Storm op komst             | Avis de tempête          | 2017        |

## Trivia
- In het zevende album Tussenstop in het verleden is er een cameo van de detectives Jansen en Janssen uit de stripreeks De avonturen van Kuifje van Hergé.[13]